# M7 (Aserbaidschan)
Die M7 ist eine Fernstraße in Aserbaidschan. Die Straße führt in Nord-Süd-Richtung durch die Autonome Republik Nachitschewan von der Stadt Naxçıvan bis an die Grenze zur Türkei südlich von Sədərək.

## Geschichte
Die M7 war zu Zeiten der Sowjetunion als A325 nummeriert. Die A325 begann ursprünglich an der Grenze zu Iran bei Dzulfa. Seit der Umwidmung 2008 ist der südliche Teil ab Naxçıvan als M8 und der Rest als M7 nummeriert.